# 第4航空団
第4航空団（だい4こうくうだん、英称：4th Air Wing）とは、航空教育集団に属している航空団のひとつである。司令部は松島基地（宮城県東松島市）に所在しており、主にF-2の操縦教育訓練を操縦学生に実施するとともに、松島基地の管理業務を担当している。隷下の第11飛行隊（通称：ブルーインパルス）は、日本各地の航空祭や国家的行事などの際に曲技飛行を披露する部隊として特に有名である。

## 概要
以前は対領空侵犯措置の任務を行う実戦部隊が配備された航空団だったが、現在は第1航空団で「基本操縦後期課程」を修了し、国家試験（固定翼事業用操縦士）に合格し「戦闘機操縦基礎課程」を修了した飛行幹部候補生に対して、複座型のF-2戦闘機を使用しての「戦闘機操縦課程」の教育訓練を行っている。この課程を修了すると、F-2戦闘機の操縦士として実戦部隊に配属される。

## 沿革
- 1958年（昭和33年）
  - 2月16日 - 松島基地において「第4航空団」が新編。
  - 11月1日 - 浜松北基地の第1航空団第5飛行隊（F-86F）が松島基地に移駐し、これを隷下に編入。
- 1960年（昭和35年）
  - 7月1日 - 飛行教育集団から中部航空方面隊の隷下に編入。第5航空団第7飛行隊（F-86F）を隷下に編入。
  - 10月29日 - 第8飛行隊（F-86F）を新編。
- 1961年（昭和36年）
  - 2月1日 - 第9飛行隊（F-86F）を新編。
  - 6月11日 - 第8飛行隊（F-86F）が小松基地へ移駐。
  - 7月15日 - 第9飛行隊（F-86F）が第7航空団の隷下に編入。
- 1962年（昭和37年）
  - 6月24日 - 2等空曹の整備員による亡命未遂事件発生。T-33で離陸しようとしたがオーバーランして失敗した。
  - 7月15日 - 第8飛行隊（F-86F）が第6航空団の隷下に編入。
- 1963年（昭和38年）3月5日 - 千歳基地の第2航空団第3飛行隊（F-86F）が松島基地に移駐し、これを隷下に編入。
- 1964年（昭和39年）2月1日 - 第3飛行隊（F-86F）が第81航空隊の隷下に編入（後に八戸基地に移駐）。
- 1971年（昭和46年）7月1日 - 第5飛行隊（F-86F）が廃止。
- 1973年（昭和48年）8月23日 - 中部航空方面隊から飛行教育集団の隷下に編入。第35飛行隊（T-33A）を新編。
- 1976年（昭和51年）10月1日 - 第21飛行隊（T-2）を編成。
- 1977年（昭和52年）7月1日 - 第7飛行隊（F-86F）が廃止。
- 1978年（昭和53年）4月5日 - 第22飛行隊（T-2）を編成。
- 1979年（昭和54年）4月1日 - 第35飛行隊（T-33A）が浜松北基地に移駐して第1航空団の隷下に編入。
- 1982年（昭和57年）1月12日 - 浜松基地第1航空団第35飛行隊下戦技研究班（F-86Fブルーインパルス）の流れを受け継ぐ、新たな戦技研究班（T-2ブルーインパルス）を第21飛行隊下に新編。
- 1995年（平成7年）12月22日 - 第21飛行隊下・戦技研究班（T-2ブルーインパルス）が解散、同日第11飛行隊（T-4ブルーインパルス）を新編。
- 2001年（平成13年）3月27日 - 第22飛行隊が解散。
- 2002年（平成14年）4月1日 - F-2を受領、臨時教育F-2飛行隊を編成。
- 2004年（平成16年）
  - 3月10日 - T-2最終飛行し、運用終了。
  - 3月29日 - 第21飛行隊が廃止、臨時教育F-2飛行隊を第21飛行隊に改編。
- 2011年（平成23年）3月11日 - 東北地方太平洋沖地震で発生した津波により松島基地が冠水、駐機場および格納庫に駐機していた所属機全てが水没。
- 2024年（令和06年）3月21日 - 整備補給群検査隊を整備隊に、基地業務群通信隊をサイバー運用隊に改編。

## 部隊編成
- 第4航空団司令部
  - 監理部
  - 人事部
  - 防衛部
  - 装備部
  - 安全班
  - 衛生班
  - 副官
- 飛行群
  - 第21飛行隊：F-2・T-4
  - 第11飛行隊（通称：「ブルーインパルス」）：T-4
- 整備補給群
  - 整備隊
  - 装備隊
  - 修理隊
  - 車両器材隊
  - 補給隊
- 基地業務群
  - 第4基地防空隊：91式携帯地空誘導弾・基地防空用地対空誘導弾
  - 飛行場勤務隊
  - 施設隊
  - サイバー運用隊
  - 管理隊
  - 業務隊
  - 会計隊
  - 衛生隊

## 主要幹部
| 官職名                        | 階級    | 氏名     | 補職発令日     | 前職                                        |
| ----------------------------- | ------- | -------- | -------------- | ------------------------------------------- |
| 第4航空団司令 兼 松島基地司令 | 空将補  | 渡部琢也 | 2023年12月22日 | 第1輸送航空隊司令 兼 小牧基地司令           |
| 副司令                        | 1等空佐 | 片岡智   | 2024年09月02日 | 近畿中部防衛局東海防衛支局 岐阜防衛事務所長 |
| 飛行群司令                    | 1等空佐 | 稻留仁   | 2024年07月18日 | 航空教育集団司令部教育部教育第2課長         |
| 整備補給群司令                | 1等空佐 | 平光康紀 | 2023年12月22日 | 情報本部勤務                                |
| 基地業務群司令                | 1等空佐 | 湯浅将史 | 2024年06月03日 | 統合幕僚監部首席後方補給官付 後方補給室勤務 |

| 代 | 氏名       | 在職期間               | 出身校・期             | 前職                                                          | 後職                                 |
| -- | ---------- | ---------------------- | ---------------------- | ------------------------------------------------------------- | ------------------------------------ |
| 01 | 岩城邦廣   | 1958.2.16 - 1961.7.14  | 海兵59期               | 第1操縦学校付 →1958.8.1 空将補昇任                            | 航空幕僚監部防衛部副部長             |
| 02 | 高岡迪     | 1961.7.15 - 1962.7.31  | 海兵60期               | 第16飛行教育団司令 →1962.7.1 空将補昇任                       | 航空幕僚監部付 →1962.9.11 退職       |
| 03 | 岩城邦廣   | 1962.8.1 - 1963.3.15   | 海兵59期               | 航空幕僚監部防衛部副部長                                      | 航空幕僚監部人事教育部長             |
| 04 | 伊藤素衛   | 1963.3.16 - 1964.7.15  | 海兵59期               | 第13飛行教育団司令 兼 芦屋基地司令                            | 航空自衛隊第2術科学校長              |
| 05 | 根來卓美   | 1964.7.16 - 1966.6.30  | 陸士47期・ 陸大57期    | 航空幕僚監部人事教育部副部長                                  | 北部航空方面隊司令官                 |
| 06 | 黒田 信    | 1966.7.1 - 1967.7.31   | 海兵66期               | 航空幕僚監部人事教育部副部長                                  | 事故のため殉職                       |
| -  | 渥美二郎   | 1967.7.31 - 1967.8.3   | 陸士53期               | 職務代理（本務：第4航空団副司令）                             | 職務代理（本務：第4航空団副司令）    |
| 07 | 寺本 光    | 1967.8.4 - 1968.7.15   | 陸士52期・ 陸大59期    | 航空自衛隊幹部学校教育部長 →1967.7.17 飛行教育集団司令部付    | 中部航空方面隊司令部幕僚長           |
| 08 | 田代辰夫   | 1968.7.16 - 1970.2.15  | 陸士51期・ 陸大59期    | 飛行教育集団司令部幕僚長                                      | 第1航空団司令 兼 浜松北基地司令      |
| 09 | 木村利雄   | 1970.2.16 - 1970.10.25 | 陸航士53期             | 飛行教育集団司令部幕僚長                                      | 第4航空団司令部付                    |
| 10 | 原田喜代志 | 1970.10.26 - 1972.5.15 | 陸士53期               | 北部航空方面隊司令部幕僚長                                    | 輸送航空団司令 兼 美保基地司令       |
| 11 | 松尾 繁    | 1972.5.16 - 1973.11.30 | 陸士55期               | 西部航空方面隊司令部幕僚長                                    | 統合幕僚会議事務局第3幕僚室長        |
| 12 | 松村正二   | 1973.12.1 - 1976.2.15  | 海兵71期               | 第8航空団司令 兼 築城基地司令                                 | 保安管制気象団司令                   |
| 13 | 伊黒忠義   | 1976.2.16-1977.7.31    | 陸航士57期             | 第81航空隊司令                                                | 航空幕僚監部付 →1978.1.1 退職        |
| 14 | 鶴田穆彦   | 1977.8.1 - 1980.1.31   | 陸士59期               | 中部航空方面隊司令部防衛部長 →1977.7.1 中部航空方面隊司令部付 | 航空幕僚監部付 →1980.3.17 退職       |
| 15 | 藤岡 昇    | 1980.2.1 - 1981.2.16   | 陸士60期               | 第8航空団司令 兼 築城基地司令                                 | 航空実験団司令                       |
| 16 | 柳田 淳    | 1981.2.17 - 1982.3.15  | 明治学院大学・ 1期幹候 | 第8航空団司令 兼 築城基地司令                                 | 航空自衛隊幹部学校副校長             |
| 17 | 村山房夫   | 1982.3.16 - 1984.6.5   | 早稲田大学・ 3期幹候   | 南西航空混成団司令部幕僚長                                    | 航空総隊司令部幕僚長                 |
| 18 | 阿部博男   | 1984.6.6 - 1986.3.16   | 防大1期                | 第8航空団司令 兼 築城基地司令                                 | 南西航空混成団司令                   |
| 19 | 檢見﨑賢   | 1986.3.17 - 1987.7.6   | 防大1期                | 航空自衛隊幹部学校教育部長                                    | 第6航空団司令 兼 小松基地司令        |
| 20 | 武石榮三   | 1987.7.7 - 1989.3.15   | 防大2期                | 第83航空隊司令 兼 那覇基地司令                                | 航空自衛隊幹部学校副校長 兼 企画室長 |
| 21 | 生越龍生   | 1989.3.16 - 1991.6.30  | 防大2期                | 術科教育本部幹事                                              | 退職                                 |
| 22 | 菅原 淳    | 1991.7.1 - 1992.6.15   | 航空学生1期            | 航空安全管理隊司令                                            | 退職                                 |
| 23 | 森 敏      | 1992.6.16 - 1994.3.22  | 防大5期                | 航空総隊司令部飛行隊司令                                      | 飛行開発実験団司令                   |
| 24 | 佐藤守     | 1994.3.23 - 1996.3.24  | 防大7期                | 航空教育集団司令部幕僚長                                      | 南西航空混成団司令                   |
| 25 | 藤原信博   | 1996.3.25 - 1997.6.30  | 防大7期                | 中部航空方面隊司令部幕僚長                                    | 退職                                 |
| 26 | 清水正睦   | 1997.7.1 - 1999.7.8    | 防大11期               | 航空支援集団司令部幕僚長                                      | 中部航空方面隊司令官                 |
| 27 | 佐藤裕紀夫 | 1999.7.9 - 2000.11.30  | 防大12期               | 第83航空隊司令 兼 那覇基地司令                                | 中部航空方面隊副司令官               |
| 28 | 藤木清勝   | 2000.12.1 - 2002.7.31  | 防大14期               | 中部航空方面隊副司令官                                        | 航空支援集団司令部幕僚長             |
| 29 | 安宅耕一   | 2002.8.1 - 2004.8.30   | 防大15期               | 飛行開発実験団司令                                            | 退職                                 |
| 30 | 森下 一    | 2004.8.30 - 2005.7.27  | 防大20期               | 南西航空混成団副司令                                          | 航空幕僚監部監理監察官               |
| 31 | 杉山良行   | 2005.7.28 - 2007.12.2  | 防大24期               | 航空幕僚監部防衛部運用課長                                    | 西部航空方面隊副司令官               |
| 32 | 上田益三   | 2007.12.3 - 2009.1.29  | 防大19期               | 第6航空団司令 兼 小松基地司令                                 | 退職                                 |
| 33 | 杉山政樹   | 2009.1.30 - 2011.11.30 | 防大26期               | 航空教育集団司令部教育部長                                    | 航空自衛隊幹部学校副校長             |
| 34 | 谷井修平   | 2011.12.1 - 2012.12.3  | 日本大学・ 70期幹候    | 第1輸送航空隊司令 兼 小牧基地司令                             | 航空支援集団副司令官                 |
| 35 | 有馬龍也   | 2012.12.4 - 2015.8.3   | 防大28期               | 航空教育集団司令部教育部長                                    | 航空安全管理隊司令                   |
| 36 | 時藤和夫   | 2015.8.4 - 2017.12.19  | 防大29期               | 統合幕僚監部指揮通信システム部長                              | 北部航空方面隊副司令官               |
| 37 | 松尾洋介   | 2017.12.20 - 2020.8.24 | 防大30期               | 航空教育集団司令部教育部長                                    | 退職                                 |
| 38 | 津田昌隆   | 2020.8.25 - 2021.9.29  | 防大31期               | 航空安全管理隊司令 兼 立川分屯基地司令                        | 退職                                 |
| 39 | 増田友晴   | 2021.9.30 - 2023.12.21 | 防大33期               | 飛行開発実験団司令                                            | 中部航空方面隊副司令官               |
| 40 | 渡部琢也   | 2023.12.22 -           | 防大35期               | 第1輸送航空隊司令 兼 小牧基地司令                             |                                      |